# Parisel Mpemba
 (juin 2020).
Pour les articles homonymes, voir Mpemba.
Parisel Mpemba  est une joueuse de handball congolaise. Elle joue pour le club St. Maur, et dans l'équipe nationale de la RD Congo. Elle a représenté la RD Congo au Championnat du monde féminin de handball 2013 en Serbie  où la RD Congo s'est classée 20e ainsi qu'aux Jeux africains de 2019. 